# Coluzea groschi
Coluzea groschi is een slakkensoort uit de familie van de Turbinellidae. De wetenschappelijke naam van de soort is voor het eerst geldig gepubliceerd in 2001 door Harasewych & Fraussen.